# Charlotte Uedingslohmann

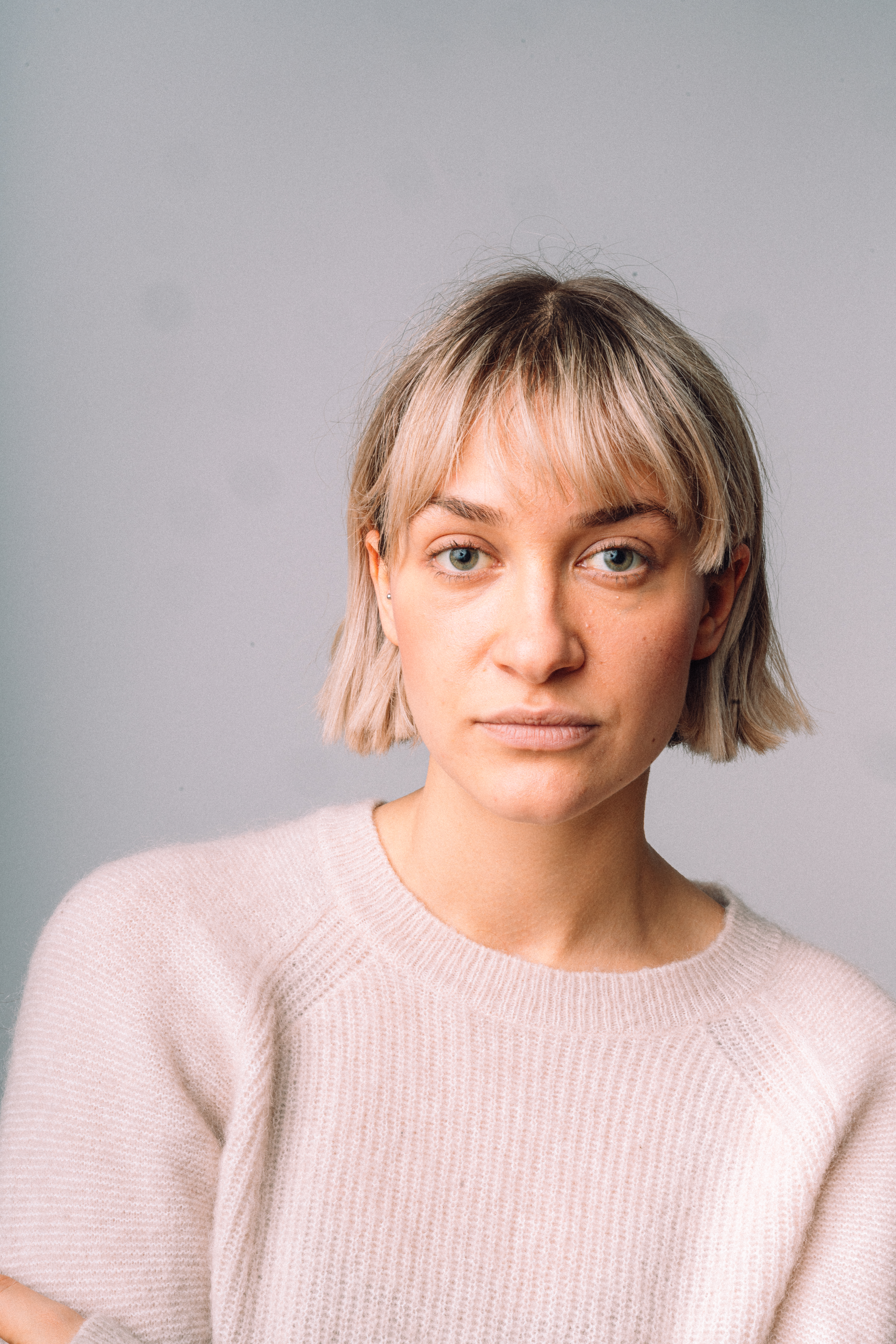
Charlotte Uedingslohmann

Charlotte Uedingslohmann (* 11. November 1999 in Köln) ist eine deutsche Schauspielerin.

## Leben und Wirken
Sie machte ihre erste Schauspielerfahrung im Alter von elf Jahren im Schultheater. Ihre schauspielerische Ausbildung erhielt sie zwischen 2014 und 2020 an der Schauspielschule BellAcademia in Köln. Als Theaterschauspielerin spielte sie ab 2015 an der Bühne der Kulturen in Köln und den Kammerspielen Seeb bei Zürich. Sie gab ihr Debüt vor der Kamera 2014 in dem Fernsehfilm Die Mütter-Mafia.
Charlotte Uedingslohmann lebt in Köln.

## Filmografie
- 2014: Die Mütter-Mafia
- 2015: Die Müttermafia-Patin
- 2016: Nur eine Handvoll Leben
- 2017: 1000 Arten Regen zu beschreiben
- 2019: Wir sind die Welle (Fernsehserie)
- 2021: Bettys Diagnose (Fernsehserie, Episodenrolle)